# Maiao (isla)
Maiao (Mai’ao en tahitiano normalizado) es una isla del grupo del Viento de las islas de la Sociedad, en la Polinesia Francesa. Está situada a 75 km al oeste de la isla de Moorea, con quien forma la comuna de Moorea-Maiao.

## Geografía
La isla tiene la particularidad de tener dos lagos interiores, además de la laguna exterior rodeada por los escollos de coral. Los tres están conectados por canales subterráneos pero tienen un alto grado de salinidad. La superficie total es de 10 km², y la altitud máxima es de 154 m.

## Demografía
La villa principal es Taora-o-mere, donde vive la mayoría de los 324 habitantes (censo del 2002). La actividad principal es la pesca, la copra y, sobre todo, la fabricación artesanal de las tejas tradicionales de hojas de pandanáceas trenzadas que hacen para la mayoría de hoteles de lujo de la Polinesia. Al contrario, para sus casas utilizan tejas prefabricadas para poder recoger el agua de la lluvia. Además, los habitantes huyen del turismo en su isla. Han rechazado la construcción de un aeródromo y de un hotel, y han decidido que los forasteros no pueden estar más de una jornada.

## Historia
En tahitiano "Mai'ao Iti" significa "pequeña pata" o "garra de pájaro". Históricamente estaba bajo el dominio de Huahine, y era llamada Tupuaemanu o Tubuai Manoa. Fue descubierta por el inglés Samuel Wallis en 1767, que la llamó Saunders. Para Domingo Bonaechea (1775) era La Pelada.

## Galería

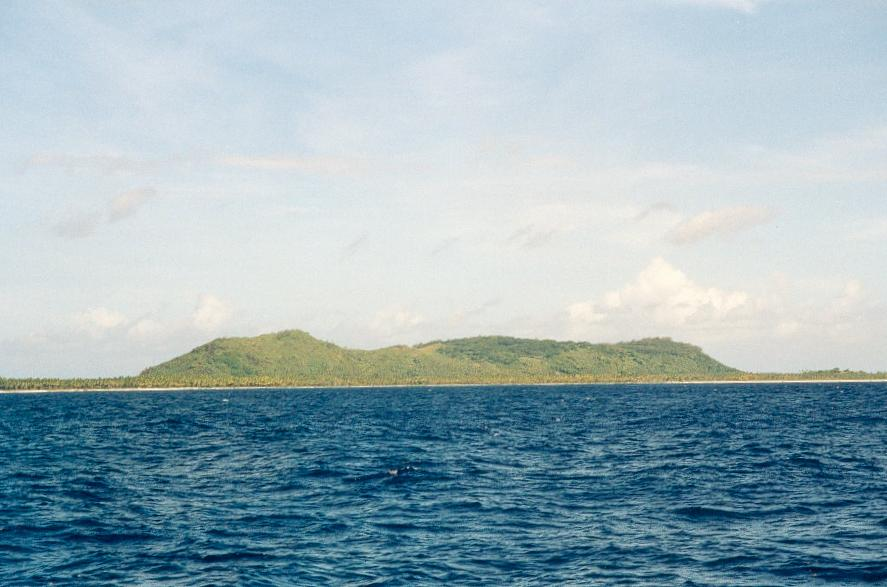
Vista desde un barco.
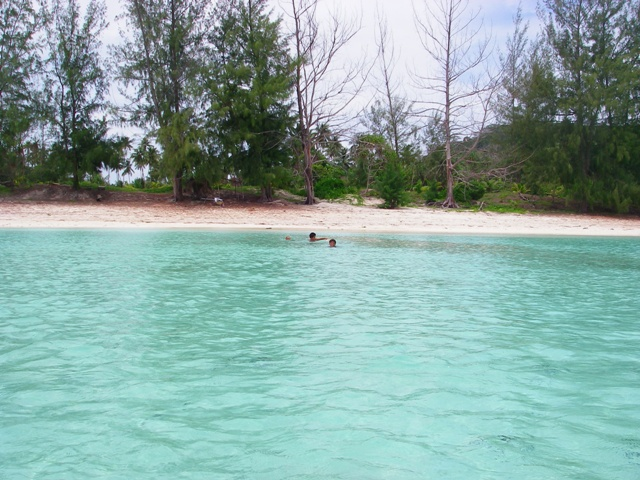
Playa de Maiao.
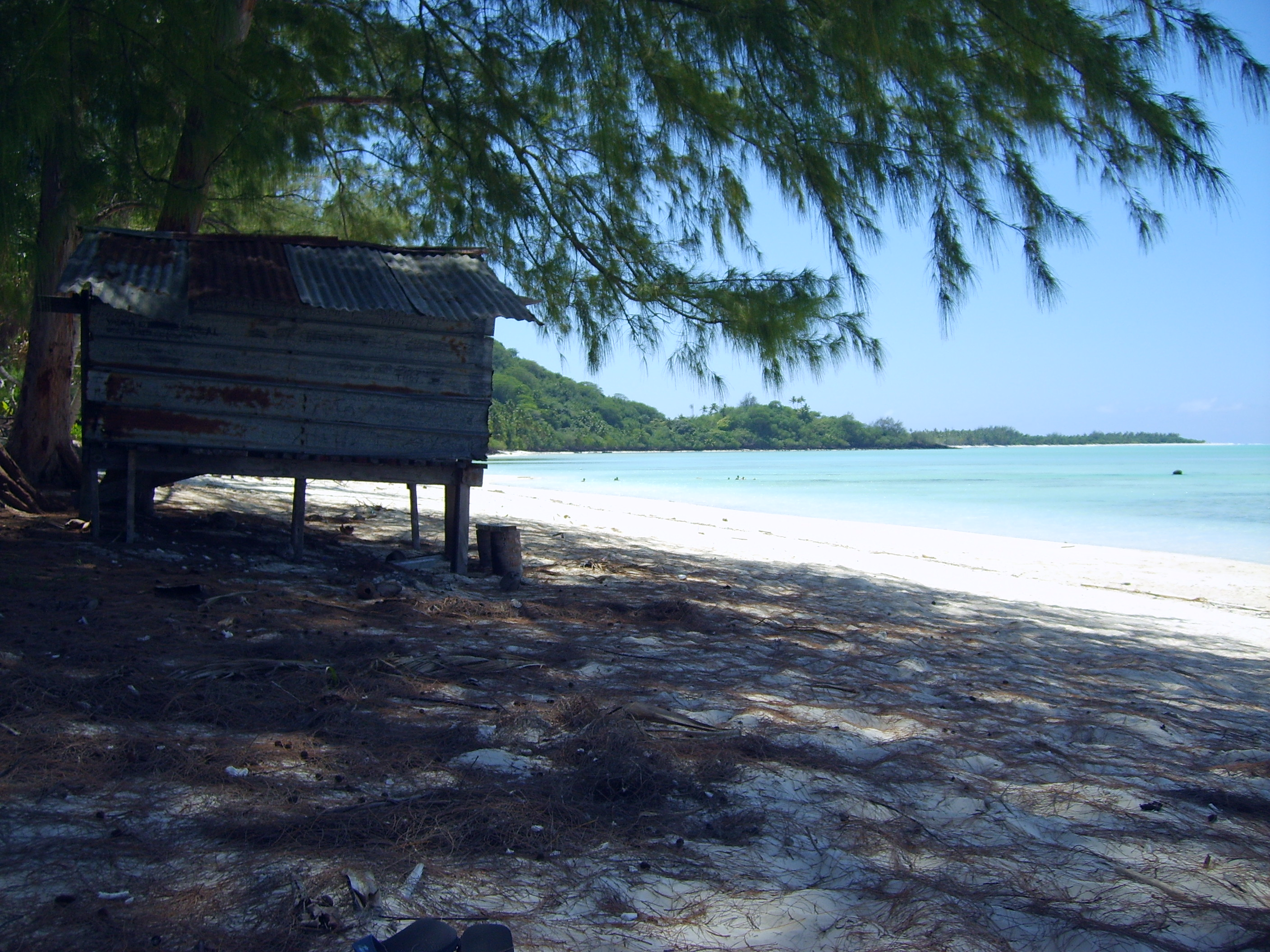
Playa.
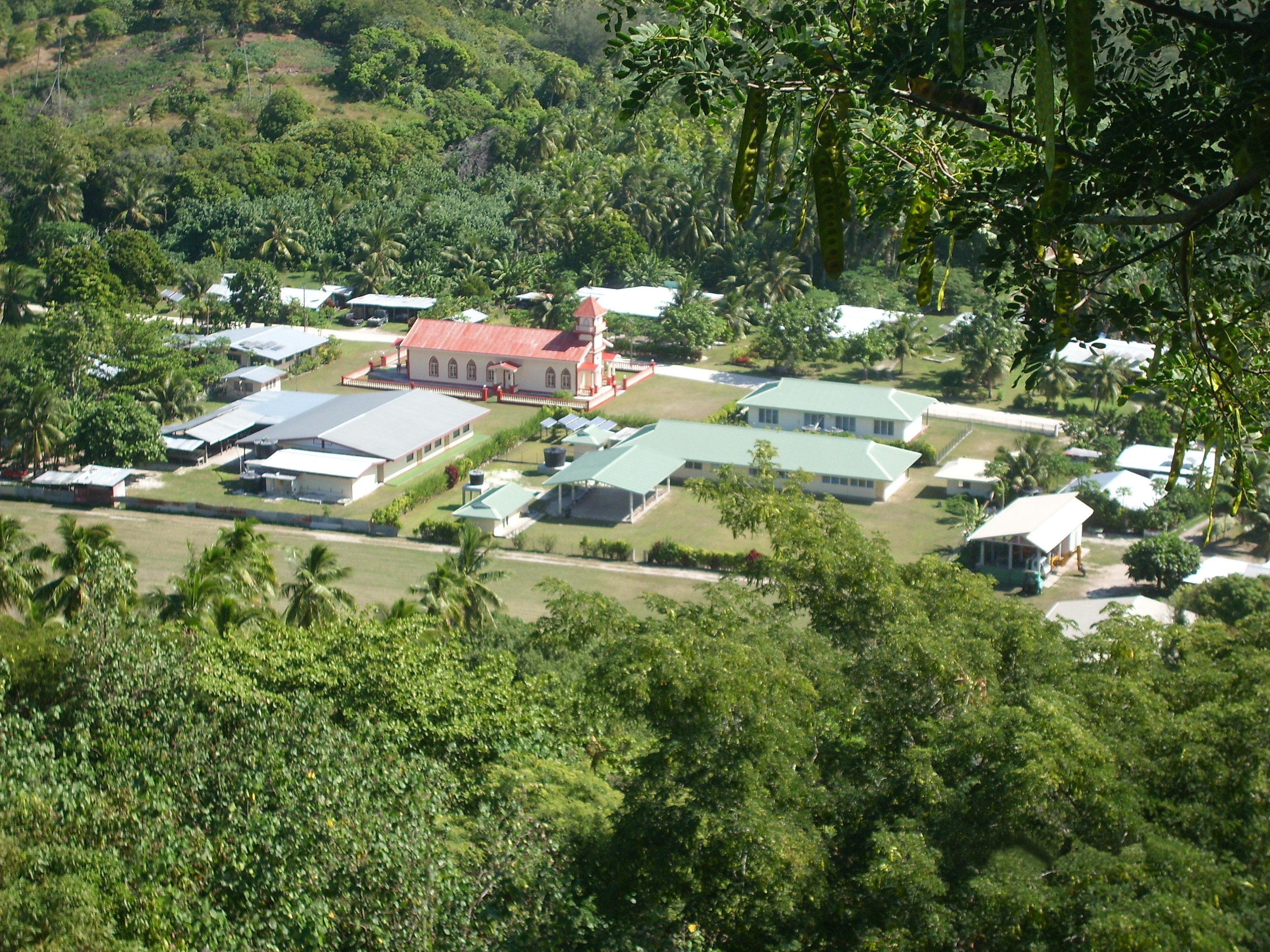
Vista de Taora O Mere, localidad principal de la isla.